# Чань
Чань (кит. трад. 禪, спр. 禅, піньїнь chán) — школа китайського буддизму, друга за популярністю після школи Чистої Землі (див. Амідаїзм). Назва походить від китайської транскрипції санскритського терміну «dhiana» — медитативне споглядання.
За легендою, школу Чань заснував патріарх Дамо (Бодхідхарма), який прийшов із Заходу, тобто з Індії, і у 6 ст. поселився у монастирі Шаолінь у провінції Хенань. Дамо вважається 28-м носієм учення буддизму, яке йде від самого Будди, і яке передавалося безпосередньо, від серця до серця, від учителя до учня. Ця ідея про безпосередню передачу вчення і стала ідейною основою школи Чань. Іншою особливістю є вчення про миттєве, одномоментне пробудження, «дунь-у» (кит.: 顿悟). Це вчення було розвинуте останнім, 6-м патріархом школи на ім'я Хуейнен (638–713). Хуейнен заснував так звану «південну» гілку Чань. У 8-10 ст. чаньська традиція розділилася на 5 відгалужень,і з яких дві збереглися і сьогодні. Це — школи Ліньцзі і Цаодун.
Філософською основою Чань є теза про тотожність Сансари та Нірвани. Послідовники Чань відмовляються протиставляти медитативні стани свідомості іншим формам людської діяльності. Будда, або пробудження — це істинна природа кожної істоти. «Твоя повсякденна звичайна свідомість і є істина» — таким є один з головних постулатів Чань.
Чотири вихідні принципи Чань:
1. «Не створювати письмових повчань»;
2. «Передавати традицію поза межами повчань»;
3. «Прямо вказувати на людське серце»;
4. «Споглядати власну природу і ставати Буддою».

У монастирях Чань великого значення набуває сумісна спільна праця. В монастирі Шаолінь склалася відома школа бойових мистецтв. Сувора дисципліна та щоденна медитація залишається основою практики у чанських монастирях. Школа Чань значною мірою вплинула на літературу та мистецтво Китаю. Поза Китаєм, вона розповсюдилася у Кореї, В'єтнамі, а також у Японії, де знайшла широку популярність під назвою Дзен.

## В Китаї

### Розвиток
Незважаючи на важливість Бодхідхарми в легенді про чань, можна вважати його китайських наступників справжніми засновниками школи. Шостий признаний патріарх, Хайненг, якому приписують сутру Піднесення, один з головних еталонних текстів дзен, займає важливе місце в традиції. Легенда про його життя виводить суперництво між чань,"з Півночі", з великими вченими, близькими до влади, великими монастирями де вивчення дхяни поступове і здійснюється під керівництвом, і чань "з Півдня", регіон ще трохи примітивний в очах північних, з більш креативною, вільною та спонтанною практикою, що виступає за негайне пробудження.
Цей розкол більше відокремлює суспільно-політичні контексти та різних особистостей, ніж географічні зони в суворому сенсі. Насправді, експертиза творів, приписуваних майстрам цієї "школи Півночі", яка була названа "Східна гора" (东山 / 東山, dōng shān), місцерозташування їх монастиря, показує, що їхнє вчення не було карикатурою, як показували їх опоненти, і що вони не усували можливості раптового пробудження. Взагалі, як і даоські майстри, китайські буддійські патріархи не боялися черпати з багатьох джерел. Наприклад, Даоксин і Гонгрен не вагалися запозичити декламації школи Чистої Землі (净土, jìngtǔ), як підготовчу вправу до медитації, відкидаючи їхню прохальну цінність.
Легенда про шостого патріарха народилася  з пропаганди того, хто претендував бути його наступником, Шеньху (神会 / 神會, 668 ~ 686 - 748 ~ 762), який, здається, був справжнім творцем миттєвого пробудження на противагу поступовому підходу, який він представляв як нижчий. Красномовний проповідник та талановитий оповідач, він відкрито виступив в 734 році проти Пуджі (普寂, 651 - 739 ~ 740), сьомого патріарха школи Ланка, який успадкував свій титул від Шенксіу, почесного майстра при дворі Ву Зетян. Шенху стверджував, що Гонрен насправді поступився місцем Хайненгу, який сам стверджував, що вчення Пуджі було нецінним. Він був вигнаний у Цзянсі протягом певного періоду за агітацію. У 756 році все повернулося на його користь: імператорська адміністрація, під тиском фінансових проблем, створених боротьбою проти заколоту Ань Лушаня (安祿山/安禄山, 703 －757), вирішила змусити ченців купувати сертифікат вправ. Шеньху використав свою популярність для сприяння цій мірі та допоміг ефективно наповнити казну. Двором Танга він був обраний сьомим патріархом, зробивши з Хуйненга апостеріорі шостого майстра Ланки. У хороших відносинах з багатьма літераторами, включаючи великого поета Ван Вейя, він поставив свій літературний талант для просування своєї лінії, а також Дю Фу, друга Ван Вейя.
Які б не були його мотиви, він поставив миттєвість просвітлення в основі дискусії, яка регулярно з’являється в продовженні історії буддизму.
З початку  VIII століття з’явилося багато розгалужень чань, включаючи розгалуження майстрів Мазу (马祖道 一 一 / 馬祖道 馬祖道, mǎzǔ dàoyī), Байджанг, Лінджі та Юнмен, які мали розвиватися в Японії. В основі цього множення груп під стягом чань, крім відокремлення учнів, які збиралися створити власну школу, по смерті господаря, ми знаходимо політичний та інституційний успіх лінії Гіненг-Шенху. Групи незалежного походження раптово відкриваються засновників учнів Хайненга або одного з його супутників досі невідомого. Таким чином, довга біографія Фаронга (法融, fǎróng? -657), засновника школи Гора голови бика (牛头山 / 牛頭山, niútóu shān) поблизу Нанкіна, написана одним із його сучасників, не згадує його прихильність до школи Ланки, але наприкінці VIII століття він буде представлений як учень Даксіна.
Велика кількість цих нових розгалужень представляє радикальну та іконоборчу течію, яка ознаменувала образ школи. Серед семи розгалужень початку IX століття, про які згадував Зонгмі (宗密,? - 841), монах лінії Шенху, чотири приєднуються до цієї форми, яка спокушала деяких і глибоко шокувала інших, як Лянг Су (753- 793), відомий есеїст, який засудив цю форму чань як шкідливу та антибуддистську, ставившись до її творців як до єретиків і порівнюючи їх з демоном Марою.
Деякі твердження справді були дуже сміливими:
"Бодхісатви - це робітники, які транспортують гній ... Нірвана та Бодхі - це старі пні, до яких ви привʼязуєте ваших ослів. Дванадцять категорій священної освіти - це лише перелік привидів, папір, щоб витерти гній від фурункулів ...яке це все має відношення до порятунку?
Мудреці не звертаються до Будди, цього великого вбивці, який залучив стільки людей у пастки демона-звідника "
Деякі групи є в основі японських шкіл дзен:
- Rinzai (Linji Yixuan 臨済義玄 : японською, ?–866)приєднується до лінії Жішен (智詵 ? — 702), другий учень Хуненга згідно монографії школи Ланка (楞伽人法志), за посередництва Mazu Daoyi (馬祖道一 709 — 788), Baizhang Huaihai (百丈懷海 японською : Hyakujo Ekai 720 — 814), Huangbo Xiyun (黃檗希運 ? — 850) et Linji Yixuan (臨濟義玄 Rinzai Gigen ? — 866).
- Значно пізніше Ôbaku, заснована Yinyuan Longqi (隱元隆琦 японською: Ingen Ryuki 1592-1613), підніме свою лінію до Huangbo Xiyun, майстра Rinzai.
- Ummon Daishi (云门文偃 / 雲門文偃 864?-942) se réclame de Yúnmén Wényǎn .
- Sōtō приєднується до школи Cáodòng (曹洞宗, Cáodòng zōng) заснованої Dongshan Liangjie (洞山良价 807-869).

З середини IX століття для буддизму політичний клімат погіршився. Жорстокі репресивні міри були прийняті стосовно нього між 845 та 846 рр.імператором Вузонгом, що спричинило закриття майже 45 000 храмів та монастирів, з яких 4600 великого масштабу; майже 250 000 монахів та монахинь були повернуті в цивільне життя. Багато шкіл зникли, крім чань та цзінту. Дійсно, невеликі групи чи поодинокі віряни, які іноді жили як відлюдники, в основному були пов'язані з течією чань, краще чинили опір року переслідувань. Тому саме ця течія відповідала за більшість монастирів, коли вони знову відкрилися. Згодом, зовсім не ізолюючись один від одного, чань та цзінту продовжували обмінюватися поняттями та практиками; багато розгалужень, що відстоювали союз двох течій доіснували до сьогоднішніх днів. Починаючи із Сонг, течії чань поєднуються до синкретичної вимоги "Даосизм, буддизм і неоконфуцизм проголошують ту саму правду", представлену, наприклад, майстрами Чаншуй Зусуан із Сонгів та Ханшаном Декіном із Мінгів.

### В китайському буддизмі
Чань вважається рухом, що народився більше від спонтанного приєднання до певного ідеалу буддійської практики, ніж систематичного розширення ідеології єдиного походження. Крім усього іншого, він являє собою реакцію проти інтелектуалізму та текстового та концептуального аналізу, доведеного до крайності певними школами, такими як Тантаї та ще більше Хуаяна.
Як і всі монахи в Китаї, будь то буддисти чи даосисти, монахи чань, організовувалися у лінії учитель-учні, які не відповідають саме ідеологічним класифікаціям, що історія релігій зробить пізніше. Вони, як правило, ідентифіковані під назвою місця свого практики, свого господаря чи улюбленої сутри, як члени офіційної лінії, яких називали "людьми Ланкаватара Сутри". Вони, як правило, ідентифікуються назвою їхнього місця практики, їхнього вчителя чи улюбленої сутри, як члени офіційної лінії, які називалися "людьми Ланкаватара Сутри". Здається, що чань використовувався з значенням визначеної школи, тільки починаючи із IX століття. Таким чином, важко оцінити те, що китайська транскрипція дхяни, практика зрештою, присутня у всіх формах буддизму, позначає саме в тому чи іншому контексті протягом перших трьох століть після Бодхідхарми. Чарльз В. Суейн (1988) згадує, що термін чанші (майстер медитації) став все більше поширеним із зростаючим значенням, що надається цій практиці численними монастирями, іноді замінює термін фаші (вчитель навчання), не вказуючи конкретного ідеологічного приєднання. Лянг Су (753-793), суворий критик іконоборних практик, цитує майстрів тантай як приклад "доброго чань". Однак, якщо ця школа вплинула на весь китайський буддизм, вона ніколи не буде рахуватися серед гілок чань.
Як і всі форми китайського буддизму, деякі його принципи відповідають даоським ідеям. Ми можемо навести приклад того, що добрі вчинки - це ті, які не виробляють карми, що навмисне прагнення до мети є неефективним; внутрішня цінність простої концентрації на звичайній діяльності вже виражається в Чжуанцзі (байка про м'ясника Дінг). Ху Ши навіть подумав, що віднайшов концепцію раптового пробудження в текстах, приписуваних даостському монаху Даошингу (道生), народженого наприкінці  IV століття. Ця порада Сюанцзія також має дуже даоські резонанси:
"Одягайтеся, їжте, випорожнюйтеся, це все. Немає [циклу] мертвих і відродження, яких слід боятися, немає нірвани, до якої треба дістатися, ні Бодхі, яким треба стати. Будьте звичайною людиною,нічого не треба досягати."
Позиція повної свободи по відношенню до вчення деяких добре відповідає даоській структурі, де кожен учень, коли він стає незалежним, тлумачить, як він хоче вчення свого вчителя. Пошук шляху не знає ортодоксії. Даоси до того ж мають слабкість до мандрівних монахів чань, з яких вони роблять героїв чи навіть богів, як Майлфо чи Джигонг.
В епоху Сонг неоконфуціаніст Чжу Сі (朱熹, 1130-1200) вважав практику блукання як дуже формативною і порадив її Чен Чуну (陈淳 / 陳淳), одному з своїх учнів.
Ціна успіху, яка стала однією з головних категорій буддизму в Китаї, слово чань неминуче охоплювало більш формальні, ніж глибокі практики, що знецінюють його неочікувані формули, отже, народження популярного виразу "куту чань" (口头禅 / 口頭禪 ","усний чань"), позначаючи використання промови монахом, яка не буде застосована на практиці.
Сучасні китайські філософи вважали чань таким же соціальним рухом, як релігійним, індивідуальна філософія життя: Фенг Юлан (1895-1990) вважав це популярним рухом негативності, свого роду контркультури, ідеал якої передавався швидше анекдотами, ніж текстами; Ху Ши (1891-1962) вважав, що його крайні форми "зовсім не були чань" (1953), а декларацією незалежності думки.

### В сучасному Китаї
У традиційному Китаї монах не був відокремлений від політики. Коли Китай став республікою в 1912 році, воля до модернізації держави призвела до прийняття західних концепцій світського характеру та відокремлення від релігії. З цією метою китайська влада прагнула зменшити вплив монастирів, конфісковуючи їх та перетворюючи їх у школи.
Коли Мао Цзедонг захопив владу в 1949 році, спочатку він прагне покращити елементи традиційної китайської культури. З цією метою він контролює функціонування релігій, створюючи змішані асоціації, що складаються з монахів та членів Комуністичної партії, він, зокрема, створив буддійську асоціацію Китаю. Однак з 1954 року Мао розпочав свою ідеологію  великого стрибка вперед, яка виражається політикою обʼєднання земель. Отже, в багатьох монастирів конфісковують їх землі і вони стають біднішими. З 1966 по 1976 рр Мао робить новий віраж і починає культурну революцію, традиційні китайські культурні цінності викриваються в імʼя битви проти "чотирьох старих речей". Це один із нових ударів по буддизму, тисячі скульптур і храмів знищено. Чань буддизм продовжує практикуватись у китайських закордонних громадах та, зокрема, в Тайвані.
З 1980-х років китайська влада змінилася і знову зацікавилася підвищенням престижності його спадщини, включаючи релігійну. Храм Шаолінь, вихідний пункт для буддизму чань в Китаї, відновлений у 1980-х роках. За цим відбудеться відновлення багатьох інших центрів, в яких громади монахів прийматимуть мирян для усамітнень та церемоній. Паралельно до релігійного виміру, китайський уряд також прагне зробити з великих монастирів туристичні місця відкриті для громадськості. Цей приплив громадськості турбує релігійну практику монахів, які повинні приділяти багато часу на прийом та управління. Отже, все більше і більше монастирів намагаються домовитися з асоціаціями, від яких вони залежать, щоб зарезервувати монахам частину простору та забезпечити їм спокій, необхідний для їх практики. Один мирянин дуже посприяв цьому ренесансу чань-буддизму в Китаї. Мова йде про Нан Хуай-Кіна, який першим організував медитативні усамітнені сесії для мирян на півдні Китаю.
У 2015 році кількість буддійських ченців чань в Китаї оцінювалася у 200 000 ченців.

## В Японії
Саме завдяки спадщині чань дзен народжується в Японії і встановлюється Бодхідхармою 28-м патріархом, що походить від Будди, і це, зокрема, у кореляції храмів або дохо, присвячених практиці бойових мистецтв. 
Після навчальної поїздки до Китаю Ейсай (1141-1215) привезить в Японію практику чань, що пішла від школи Ріндзая. У 1191 році він повертається до Японії. Відтоді він стикається із школами японського буддизму, які з’явилися у VIII та IX століттях серед японської аристократії (такі як, тендай, шингон або чистої землі). У 1199 році він покидає Кіото їде до міста Камакура, де сьогун та члени його касти самураїв із захопленням вітали його дзен-вчення, орієнтоване на воєнне мистецтво. Ходжо Масак, вдова сьогуна Мінамото Ні Йорітомо дає Ейсаю дозвіл на будівництво першого центру дзен у Камакурі храм Йофуку-джи.
Відтоді Бодхідхарма (達磨), названий Дарумою (だるま) (що походить від дхарми) вписується в основі касти бушідо. Таким чином, з початку періоду Едо та 250 років миру, створених сьогунатом Токугава, шлях меча, яким пішли самурайські касти, ще більше привʼязався до буддизму чань, що пішов від Даруми. Такуан Сохо (1573-1645) прелат секти ріндзай (зокрема, автор   "Невпокорений дух", "Записки майстра дзен майстру меча"), спілкувався і значно вплинув на Ягю Муненорі (Хейхо Каденшо) та Міямото Мусаші ("Трактат про п’ять кілець") найвідоміший самурай в Японії, сьогодні він належить японській національній скарбниці, художник та філософ, який неодноразово представляв Даруму. Таким чином, "Трактат про пʼять кілець близький до пʼяти елементів (земля, вода, повітря, вогонь, пустота або ефір, що відмічають буддизм, нагадуються на всій території горінто (ступа із пʼятьма кільцями) і до сьогодні в прапорі нової епохи прапор Рейви, пов’язаний з водою та його західним листуванням (тверді тіла Платона та Mysterium cosmographicum Кеплера).

## В мистецтві

### Тексти
Незважаючи на визначення чань як "без письма" (不 立 文字, bù lì wénzì), що означає передачу вчення без творів чи сувоїв, а скоріше взаємним розумінням вчителя та учня, приписуване Бодхідхармі, сутри, надихнули частину його вчення; деякі вчителі залишили твори, а учні зібрали вчення своїх вчителів у збірках.
Серед сутр можна спочатку навести Ланкаватара сутру, приєднану до школи йогакара, яка значною мірою сприяла ідеалістичній філософії дзен, яка бачить свідомість єдиною реальністю. Традиція робить її опорним текстом Бодхідхарми; зовсім недавно Д.Т. Судзукі щедро прокоментував її. Сутри "вдосконалення мудрості", якими є сутра діаманта та сутра серця, є також важливими, а також Сурангама Сутра, особливо цінується синкретистськими течіями, та Самантамуха Паріварта, розділ сутри лотоса.
Серед текстів, написаних у Китаї протягом перших століть чань, згадаємо про сутру підвищення, приписану Хуйненгу, шостому патріарху, а також дві колекції коанів, «колекція блакитної скелі» (Bi Yan Lu  碧巖錄 Jap. Hekiganroku) складену у XII столітті, і "бар'єр без дверей", складену на початку XIII століття.